# NGC 4728
NGC 4728 је елиптична галаксија у сазвежђу Береникина коса која се налази на NGC листи објеката дубоког неба.
Деклинација објекта је + 27° 26' 7" а ректасцензија 12h 50m 28,0s. Привидна величина (магнитуда) објекта NGC 4728 износи 14,6 а фотографска магнитуда 15,6. NGC 4728 је још познат и под ознакама NGC 4728A, MCG 5-30-98, CGCG 159-87, NPM1G +27.0384, PGC 43455.